# 1822 год в литературе

## Книги
- «Братья разбойники» — поэма Александра Пушкина.
- «Вадим» — поэма Александра Пушкина.
- «Море» — элегия Василия Жуковского.
- «Герцог Готландский» (Herzog Theodor von Gotland) — пьеса немецкого драматурга Христиана Дитриха Граббе.
- «Деревенский философ» — пьеса Михаила Загоскина.
- «Замок Смальгольм, или Иванов вечер» — баллада Василия Жуковского.
- «Урок холостым, или Наследники» — пьеса Михаила Загоскина.

## Родились
- 9 февраля — Джеймс Партон, американский писатель.
- 31 марта — Дмитрий Васильевич Григорович, русский писатель и искусствовед (умер в 1899).
- 8 апреля — Владислав Николаевич Горчаков, русский поэт (умер не ранее 1853)
- 9 апреля — Лодевейк Мульдер, нидерландский писатель и драматург (умер в 1907).
- 19 апреля — Генрих Цейзе, немецкий поэт, писатель и переводчик (умер в 1914).
- 2 июня — Антал Ченгери, венгерский прозаик, публицист (умер в 1880).
- 28 июля — Аполлон Александрович Григорьев, русский поэт, литературный и театральный критик, переводчик (умер в 1864).
- 17 августа — Адольф Д’Авриль, французский публицист и переводчик.
- 24 октября — Михаил Фёдорович Де-Пуле, русский литературный критик, публицист и педагог (умер в 1885).
- Адольф Фоглар, австрийский юрист и писатель (умер в 1900)

## Умерли
- 19 марта — Иоганн Людвиг Эвальд, немецкий писатель (родился в 1748).
- 25 июля — Гофман, Эрнст Теодор Амадей, немецкий писатель-романтик, композитор (родился в 1776).
- Василе Арон, румынский поэт (родился в 1770).